# Chenopodium
Chenopodium là chi thực vật có hoa trong họ Amaranthaceae.

## Các loài
- Chenopodium × variabile Aellen (C. album × C. berlandieri)
- Chenopodium acerifolium
  - Chenopodium acerifolium f. morarii
- Chenopodium acicularis
- Chenopodium acuminatum Willd.
  - Chenopodium acuminatum var. minimum
- Chenopodium acutifolium
- Chenopodium aegyptiacum
- Chenopodium aellenianum
- Chenopodium agreste
- Chenopodium albescens
- Chenopodium album L.
  - Chenopodium album f. cymigerum
  - Chenopodium album f. dubium
  - Chenopodium album f. glomerulosum
  - Chenopodium album subsp. album
  - Chenopodium album subsp. amaranticolor
  - Chenopodium album subsp. borbasii
  - Chenopodium album subsp. collinsii
  - Chenopodium album subsp. concatenatum
  - Chenopodium album subsp. densifoliatum
  - Chenopodium album subsp. diversifolium
  - Chenopodium album subsp. hastatum
  - Chenopodium album subsp. pedunculare
  - Chenopodium album subsp. quinoa
  - Chenopodium album subsp. reticulatum
  - Chenopodium album var. acuminatum
  - Chenopodium album var. album
  - Chenopodium album var. berlandieri
  - Chenopodium album var. coronatum
  - Chenopodium album var. cymigerum
  - Chenopodium album var. dacoticum
  - Chenopodium album var. desertorum
  - Chenopodium album var. lepthophyllum
  - Chenopodium album var. leptophyllum
  - Chenopodium album var. missouriense
  - Chenopodium album var. opulifolium
  - Chenopodium album var. polymorphum
  - Chenopodium album var. purpurascens
  - Chenopodium album var. quinoa
  - Chenopodium album var. reticulatum
  - Chenopodium album var. spicatum
  - Chenopodium album var. stevensii
  - Chenopodium album var. striatiforme
  - Chenopodium album var. subaphyllum
  - Chenopodium album var. viride
- Chenopodium alexandrinum
- Chenopodium allanii
- Chenopodium altissimum
- Chenopodium amarantifolium
- Chenopodium ambiguum
  - Chenopodium ambiguum var. ambiguum
  - Chenopodium ambiguum var. majus
  - Chenopodium ambiguum var. minus
- Chenopodium amboanum
- Chenopodium ambrosioides L. 
  - Chenopodium ambrosioides subsp. burkartii
  - Chenopodium ambrosioides subsp. chilense
  - Chenopodium ambrosioides subsp. eu ambrosioides
  - Chenopodium ambrosioides subsp. obovatum
  - Chenopodium ambrosioides subsp. pinnatifidum
  - Chenopodium ambrosioides subsp. retusum
  - Chenopodium ambrosioides subsp. suffruticosum
  - Chenopodium ambrosioides subsp. venturii
  - Chenopodium ambrosioides var. ambrosioides
  - Chenopodium ambrosioides var. andicola
  - Chenopodium ambrosioides var. angustifolium
  - Chenopodium ambrosioides var. anthelminticum
  - Chenopodium ambrosioides var. chilensis
  - Chenopodium ambrosioides var. costei
  - Chenopodium ambrosioides var. dentatum
  - Chenopodium ambrosioides var. denudatum
  - Chenopodium ambrosioides var. eu chilense
  - Chenopodium ambrosioides var. genuina
  - Chenopodium ambrosioides var. graveolens
  - Chenopodium ambrosioides var. incisum
  - Chenopodium ambrosioides var. integrifolium
  - Chenopodium ambrosioides var. oblanceolata
  - Chenopodium ambrosioides var. obovata
  - Chenopodium ambrosioides var. oboyata
  - Chenopodium ambrosioides var. pinnatifidum
  - Chenopodium ambrosioides var. querciforme
  - Chenopodium ambrosioides var. suffruticosum
  - Chenopodium ambrosioides var. typica
  - Chenopodium ambrosioides var. vagans
- Chenopodium ameghinoi
- Chenopodium americanum
- Chenopodium amurense
- Chenopodium andicola
- Chenopodium angulatum
- Chenopodium angulosum
- Chenopodium angustifolium
- Chenopodium anidiophyllum
- Chenopodium antarcticum
- Chenopodium anthelminticum
  - Chenopodium anthelminticum var. glabratum
  - Chenopodium anthelminticum var. hastatum
  - Chenopodium anthelminticum var. subhirsutum
- Chenopodium arenarium
- Chenopodium aridum
- Chenopodium aristatum L.
  - Chenopodium aristatum f. muticum
  - Chenopodium aristatum var. inerme
- Chenopodium arizonicum
- Chenopodium aromaticum
- Chenopodium arrectum
- Chenopodium asphalticum
- Chenopodium astracanium
- Chenopodium atripliciforme
- Chenopodium atriplicinum
- Chenopodium atriplicis
- Chenopodium atrovirens Rydb.
- Chenopodium augustanum
- Chenopodium auricomiforme
- Chenopodium auricomum
- Chenopodium australasicum
- Chenopodium australe
- Chenopodium ayare
- Chenopodium baccatum (Syn. Rhagodia baccata)
- Chenopodium badachschanicum
- Chenopodium baryosmum
- Chenopodium basileense
- Chenopodium bechererianum
- Chenopodium benghalense
- Chenopodium berlandieri Moq.
  - Chenopodium berlandieri subsp. berlandieri
  - Chenopodium berlandieri subsp. boscianum
  - Chenopodium berlandieri subsp. esauae
  - Chenopodium berlandieri subsp. eu berlandieri
  - Chenopodium berlandieri subsp. ludwigianum
  - Chenopodium berlandieri subsp. nuttalliae (Saff.) H.D.Wilson & Heiser
  - Chenopodium berlandieri subsp. platyphyllum
  - Chenopodium berlandieri subsp. pseudo petiolare
  - Chenopodium berlandieri subsp. zschackei
  - Chenopodium berlandieri var. boscianum
  - Chenopodium berlandieri var. bushianum
  - Chenopodium berlandieri var. californicum
  - Chenopodium berlandieri var. coloradense
  - Chenopodium berlandieri var. farinosum
  - Chenopodium berlandieri var. foetens
  - Chenopodium berlandieri var. glaucoviride
  - Chenopodium berlandieri var. macrocalycium
  - Chenopodium berlandieri var. opulifoliforme
  - Chenopodium berlandieri var. sinuatum
  - Chenopodium berlandieri var. texanum
  - Chenopodium berlandieri var. typicum
  - Chenopodium berlandieri var. zschackii
- Chenopodium bernburgense
- Chenopodium betaccum
- Chenopodium betaceum
- Chenopodium betulifolium
- Chenopodium bicolor
- Chenopodium biebersteinianum
- Chenopodium biforme
- Chenopodium binzianum
- Chenopodium bipinnatifidum
- Chenopodium bisaeriale
- Chenopodium blackianum
- Chenopodium blitoides
- Chenopodium blitum
- Chenopodium blomianum
- Chenopodium bolivianum
- Chenopodium bonariense
- Chenopodium bontei
  - Chenopodium bontei var. bontei
  - Chenopodium bontei var. cristatiforme
  - Chenopodium bontei var. submelanocarpum
- Chenopodium bonus-henricus L.
- Chenopodium borbasiforme
- Chenopodium borbasioides
- Chenopodium boscianum
- Chenopodium botrydium
- Chenopodium botryodes
- Chenopodium botryoides
- Chenopodium botrys L.
- Chenopodium browneanum
- Chenopodium bryoniaefolium
- Chenopodium buchanani
- Chenopodium burkartii
- Chenopodium bushianum
  - Chenopodium bushianum var. cinerascens
- Chenopodium calceoliforme
- Chenopodium californicum (S. Wats.) S. Wats.
- Chenopodium camphorataefolium
- Chenopodium camphorosmoides
- Chenopodium candicans
- Chenopodium candolleanum (Syn.: Rhagodia candolleana)
- Chenopodium canihua
- Chenopodium cantabricum
- Chenopodium capillare
- Chenopodium capitatum (L.) Ambrosi
  - Chenopodium capitatum var. parvicapitatum
- Chenopodium carinatum
  - Chenopodium carinatum var. carinatum
  - Chenopodium carinatum var. melanocarpum
- Chenopodium carnosulum Moq.
  - Chenopodium carnosulum var. patagonicum
- Chenopodium caroxylon
- Chenopodium carthagenense
- Chenopodium catenulatum
- Chenopodium caudatum
- Chenopodium ccoyto
- Chenopodium centrorubrum
- Chenopodium ceretanum
- Chenopodium chamrium
- Chenopodium chaudana
- Chenopodium chenopodioides (L.) Aellen
  - Chenopodium chenopodioides var. degenianum
  - Chenopodium chenopodioides var. lengyelianum
- Chenopodium chilense
  - Chenopodium chilense var. angustifolium
  - Chenopodium chilense var. denudata
  - Chenopodium chilense var. incisa
- Chenopodium christii
  - Chenopodium christii var. christii
  - Chenopodium christii var. intermedium
  - Chenopodium christii var. semiconnatum
- Chenopodium chrysomelanospermum
- Chenopodium chysomelanospermum
- Chenopodium cinereum
- Chenopodium citriodorum
- Chenopodium clemente
- Chenopodium cochlearifolium
- Chenopodium cochleariifolium
- Chenopodium collae
- Chenopodium conardii
- Chenopodium concatenatum
  - Chenopodium concatenatum subsp. striatiforme
- Chenopodium congestum
- Chenopodium congolanum
- Chenopodium cordobense
- Chenopodium corispermifolium
- Chenopodium cornutum
- Chenopodium coronopodum
- Chenopodium coronopus
- Chenopodium covillei
- Chenopodium crassifolium
  - Chenopodium crassifolium var. degenianum
  - Chenopodium crassifolium var. lengyelianum
- Chenopodium cristatum (F. Muell.) F. Muell.
  - Chenopodium cristatum var. cristatum
  - Chenopodium cristatum var. holopterum
- Chenopodium crusoeanum
- Chenopodium cuneifolium
- Chenopodium curvispicatum
- Chenopodium cyanifolium
- Chenopodium cycloides A. Nels.
- Chenopodium dacoticum
- Chenopodium deltaphyllum
- Chenopodium deltoideum
- Chenopodium desertorum
  - Chenopodium desertorum subsp. anidiophyllum
  - Chenopodium desertorum subsp. desertorum
  - Chenopodium desertorum subsp. microphyllum
  - Chenopodium desertorum subsp. rectum
  - Chenopodium desertorum subsp. virosum
- Chenopodium desiccatum A. Nels.
  - Chenopodium desiccatum var. leptophylloides
- Chenopodium detestans
- Chenopodium dethardingianum
- Chenopodium didum
- Chenopodium dissectum
- Chenopodium divaricatum
- Chenopodium diversifolium
  - Chenopodium diversifolium var. montuosum
- Chenopodium drucei
- Chenopodium drummondii (Syn.: Rhagodia drummondii)
- Chenopodium eremaea (Syn.: Rhagodia eremaea)
- Chenopodium erosum R.Br.
- Chenopodium ficifolium – fig-leaved goosefoot, small goosefoot
- Chenopodium foggii – Fogg's goosefoot
- Chenopodium fremontii – Fremont's goosefoot
- Chenopodium giganteum D.Don – tree spinach
- Chenopodium gigantospermum
- Chenopodium hastatum (Syn.: Rhagodia hastata)
- Chenopodium hians
- Chenopodium iljinii
- Chenopodium incanum – mealy goosefoot
- Chenopodium latifolium (Syn.: Rhagodia latifolia)
- Chenopodium leptophyllum – narrowleaf goosefoot

 
|
- Chenopodium littoreum
- Chenopodium missouriense – Missouri goosefoot (sometimes considered a variety of C. album)
- Chenopodium neomexicanum
- Chenopodium nevadense
- Chenopodium nitrariaceum (F.Muell.) F.Muell. ex Benth. – nitre goosefoot
- Chenopodium nutans (Syn.: Rhagodia nutans)
- Chenopodium nuttalliae – huauzontle
- Chenopodium oahuense – ʻĀheahea (Hawaiʻi)
- Chenopodium opulifolium Schrad. ex W.D.J.Koch – grey goosefoot
- Chenopodium pallescens
- Chenopodium pallidicaule – kañiwa
- Chenopodium pamiricum
- Chenopodium parabolicum (Syn.: Rhagodia parabolica)
- Chenopodium petiolare
- Chenopodium polygonoides
- Chenopodium pratericola Rydb. – pale goosefoot, desert goosefoot, narrowleaf goosefoot
- Chenopodium preissii (Syn. Rhagodia preissii)
- Chenopodium probstii Aellen
- Chenopodium purpurascens – purple goosefoot
- Chenopodium quinoa – quinoa
- Chenopodium retusum
- Chenopodium salinum – Rocky Mountain goosefoot
- Chenopodium spinescens (Syn. Rhagodia spinescens)
- Chenopodium standleyanum – Standley's goosefoot
- Chenopodium strictum Roth
- Chenopodium subglabrum – smooth arid goosefoot, smooth goosefoot
- Chenopodium suecicum – green goosefoot
- Chenopodium triandrum (Syn.: Rhagodia triandra)
- Chenopodium trigonon (Syn.: Einadia trigonos)
- Chenopodium truncatum
- Chenopodium ulicinum
- Chenopodium vulvaria – stinking goosefoot, notchweed
- Chenopodium watsonii – Watson's goosefoot
- Chenopodium wilsonii (Syn.: Rhagodia crassifolia)

## Hình ảnh

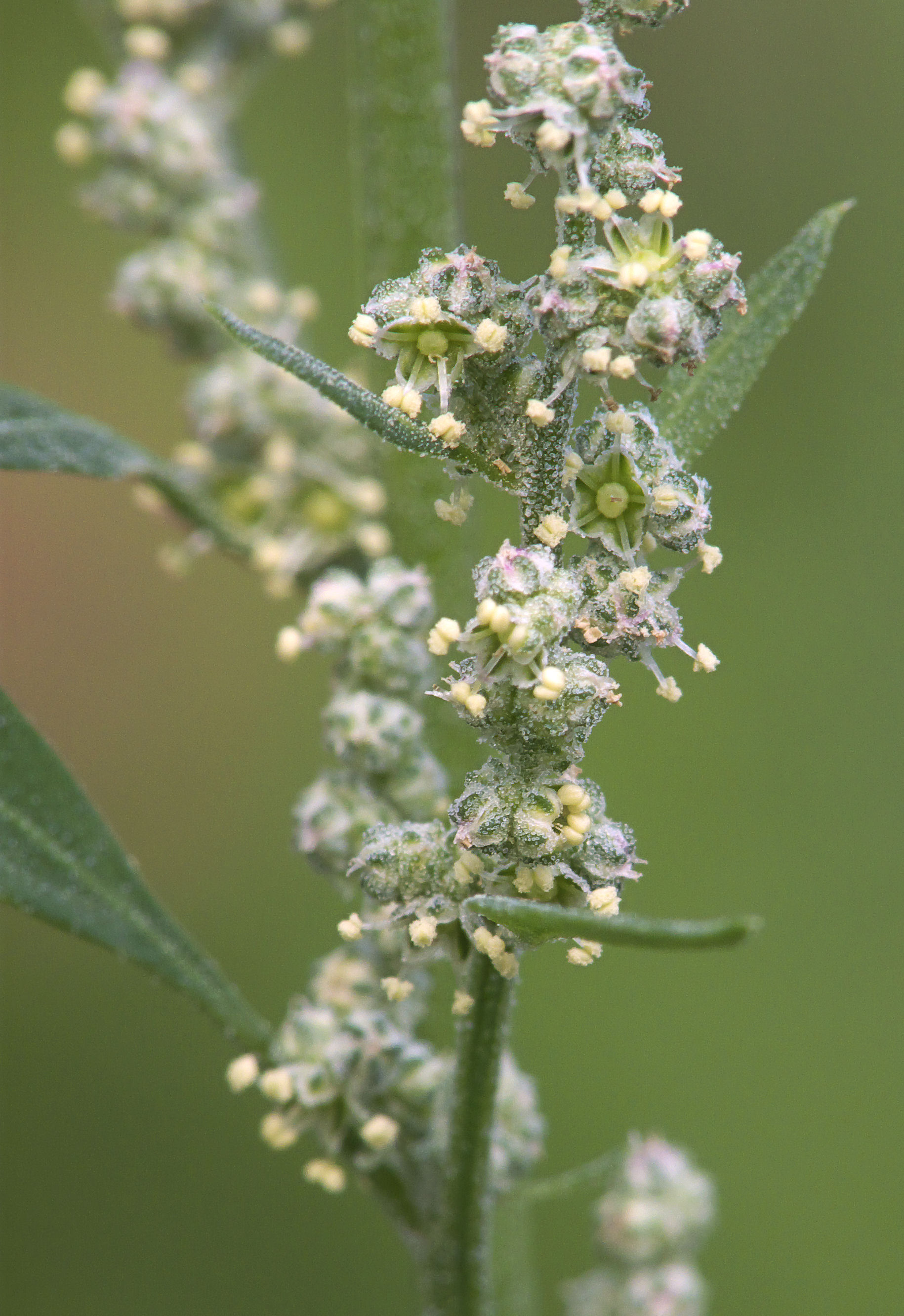
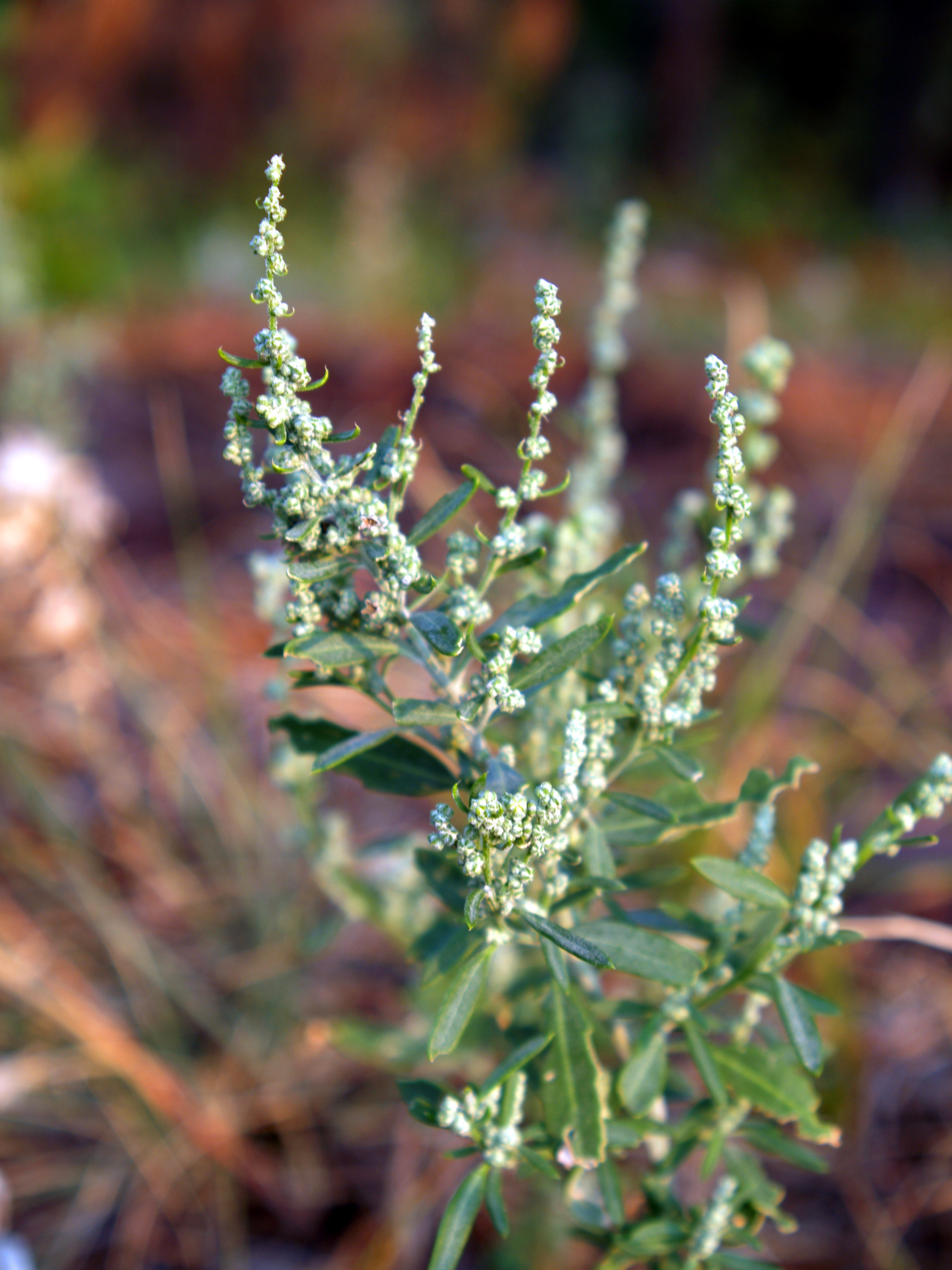
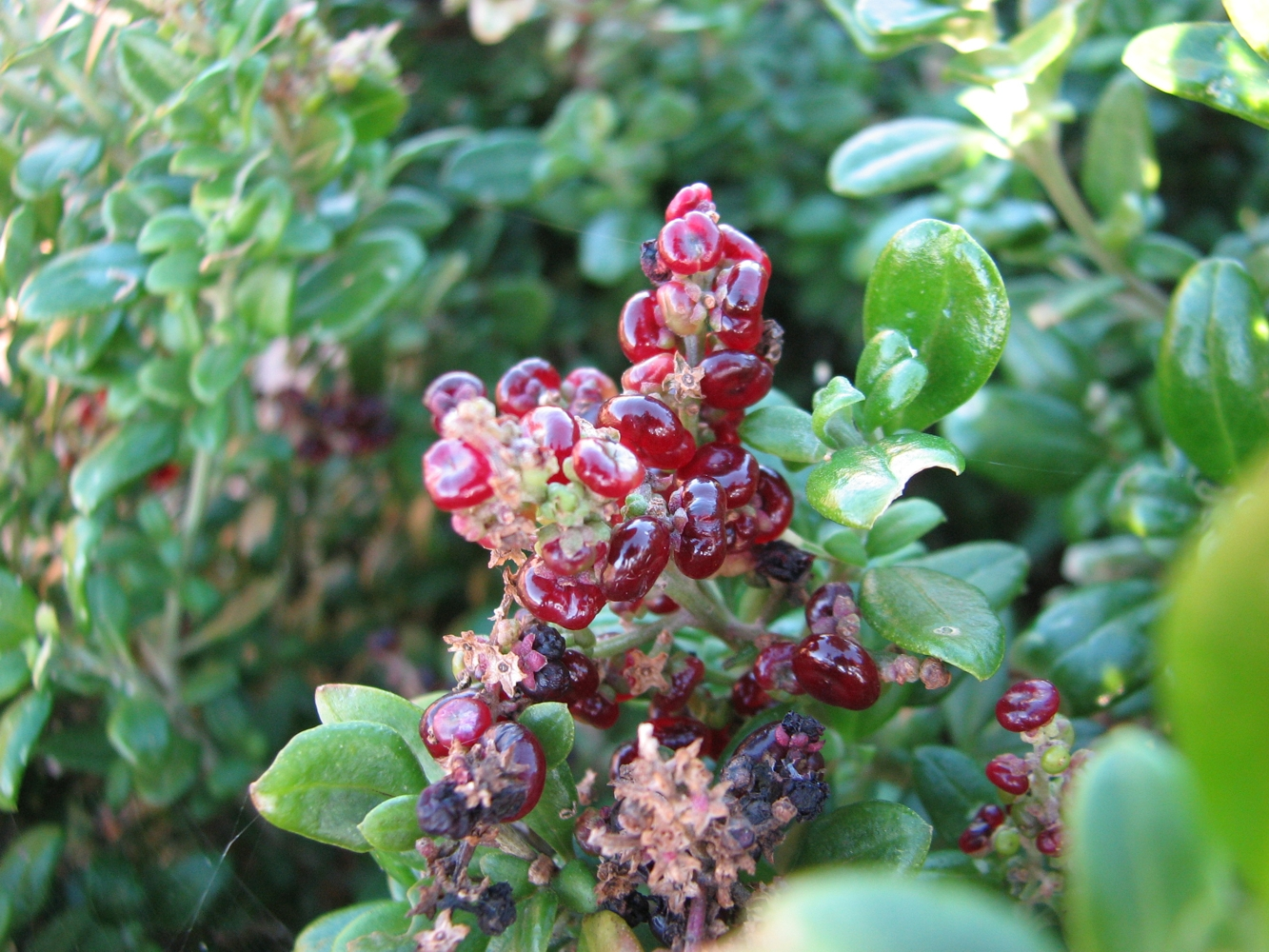
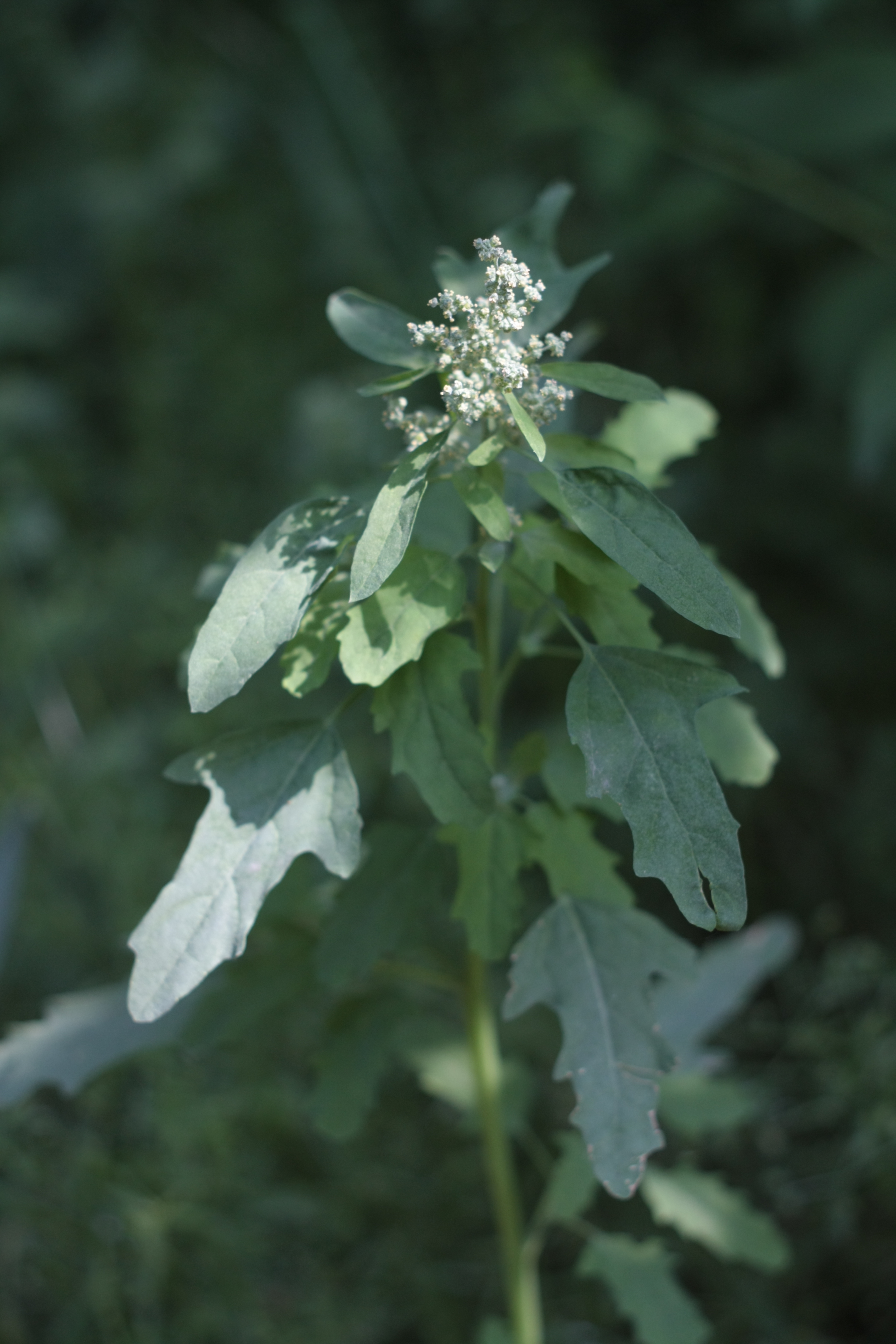
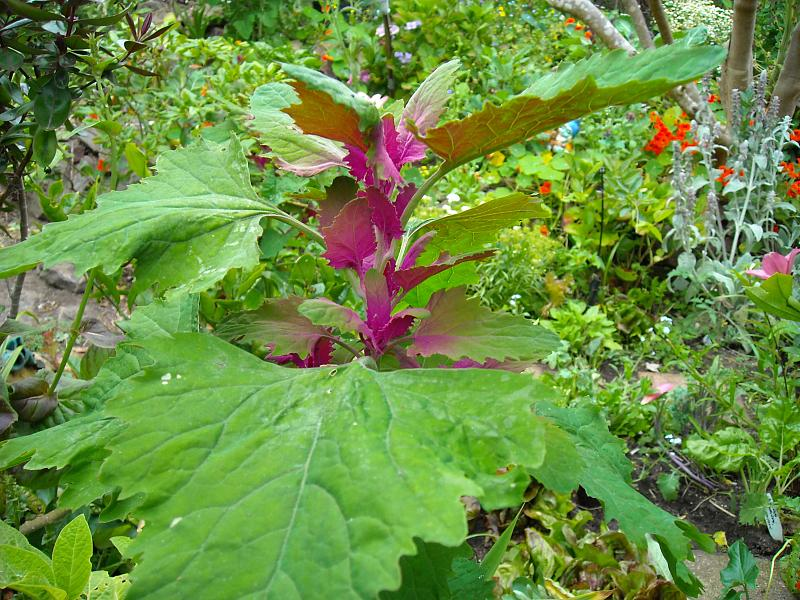
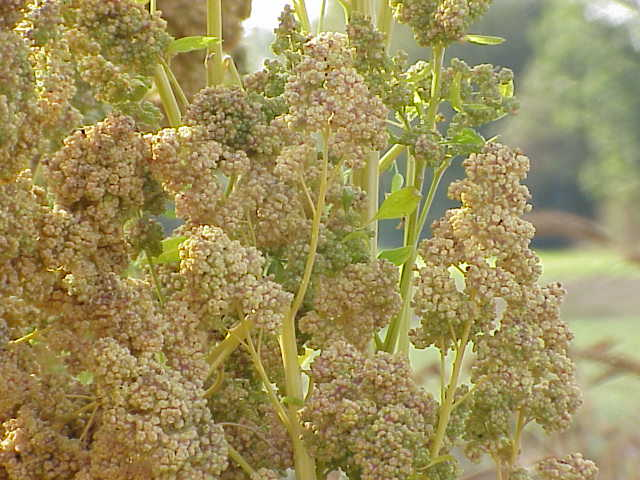
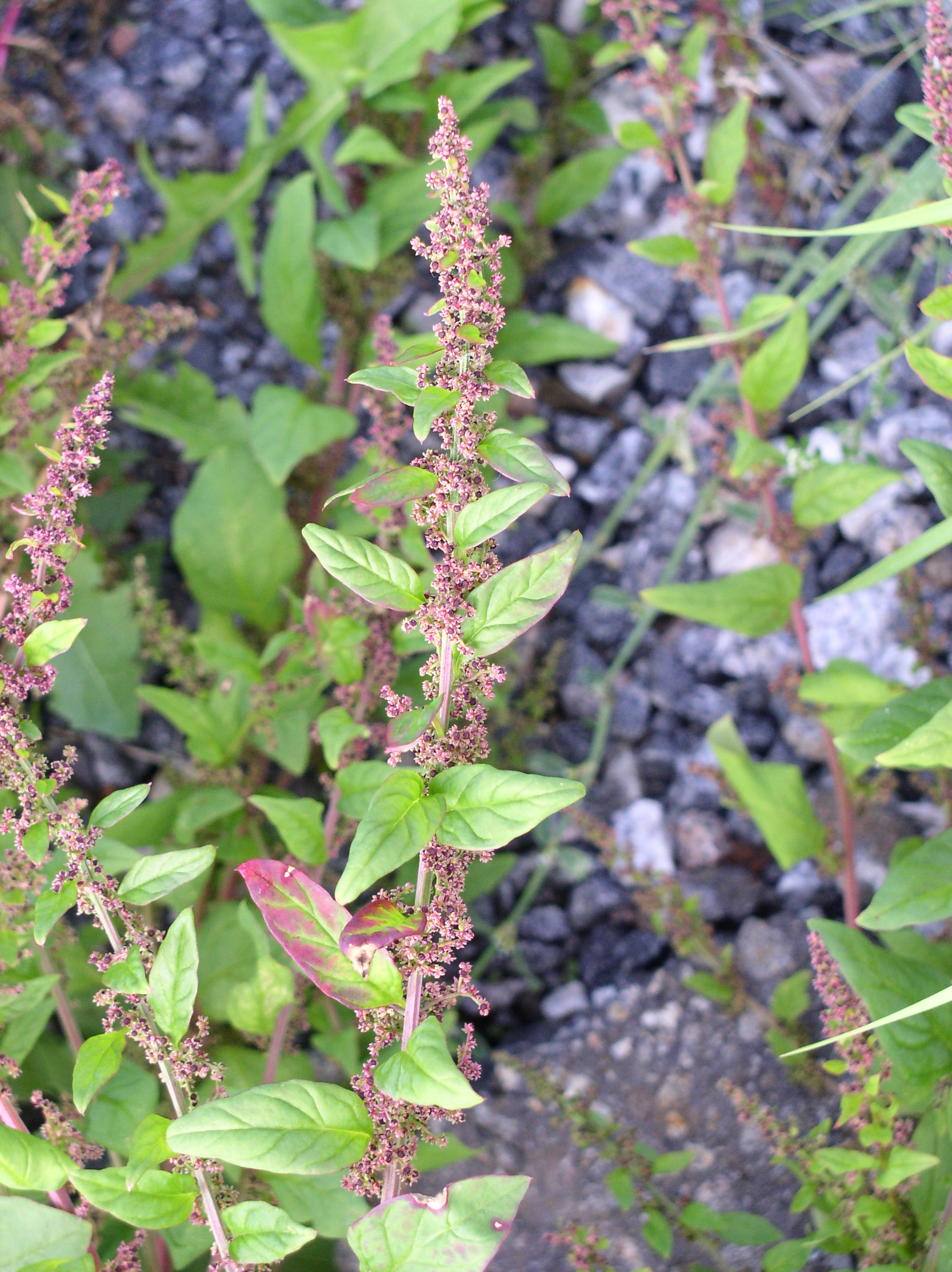